# Bodemuseum
Bodemuseum tilhører gruppen af museer på Museumsinsel i Berlin. Det ejes af Stiftung Preußischer Kulturbesitz.
Museet blev tegnet af Ernst von Ihne og blev indviet i 1904 som Kaiser-Friedrich-Museum, opkaldt efter Frederik den 3.. Museet ændrede navn i 1956 til ære for sin første kurator, Wilhelm von Bode. Museet præsenterer på 66 sale to samlinger; Skulpturensammlung und Museum für Byzantinische Kunst med 1.700 skulpturer og byzantinsk kunst samt Münzkabinett med 4.000 mønter og medaljer. I alt råder museet dog over en halv mio. mønter. 
Museet var lukket fra 1997 til 2006, mens det undergik en større renovering.